# Miss La La på Cirque Fernando
Miss La La på Cirque Fernando (franska: Miss La La au cirque Fernando) är en oljemålning av den franske konstnären Edgar Degas. Den målades 1879 och är idag utställd på National Gallery i London.
Degas var en av de främsta skildrarna av det moderna och mondäna livet ("la vie moderne") i det samtida Paris under 1800-talets andra hälft. Han målade ögonblicksbilder från kaféer, teatrar, kabaréer, balettföreställningar och hästkapplöpningar. 
Cirque Fernando uppfördes 1875 vid Boulevard de Rochechouart intill Place Pigalle och den blev snabbt en populär inrättning för nöjeslystna Parisbor. Degas bodde i närheten och i januari 1879 besökte han cirkusen vid åtminstone fyra tillfällen. Han bjöd också in Miss La La till sin ateljé. Hon var född Anna Olga Brown i Stettin 1858 och var vid tidpunkten en firad cirkusartist. I det nummer där Degas avbildade henne hissas hon upp i ett rep som hon håller mellan tänderna. Även andra av Paris mest uppburna konstnärer frekventerade cirkusen, däribland Auguste Renoir (som 1879 målade Akrobater på Cirque Fernando), Henri de Toulouse-Lautrec (som 1888 målade Equestrienne (At the Cirque Fernando)) och Georges Seurat (som 1891 målade Cirkusen). Den bytte namn till Cirque Médrano 1897. 
Degas utförde ett flertal förberedande skisser av Miss La La. Den färdiga målningen ställdes ut på den fjärde impressionistutställningen i Paris 1879. Den köptes 1925 genom medel från Courtauld Fund och fick sin permanenta placering på National Gallery i London 1950.

## Relaterade bilder

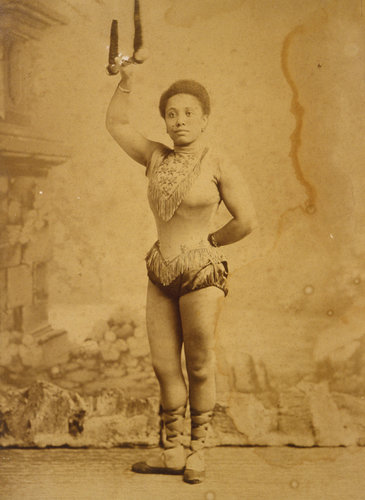
Fotografi av Miss La La, född 1858 i Stettin som Anna Olga Brown.
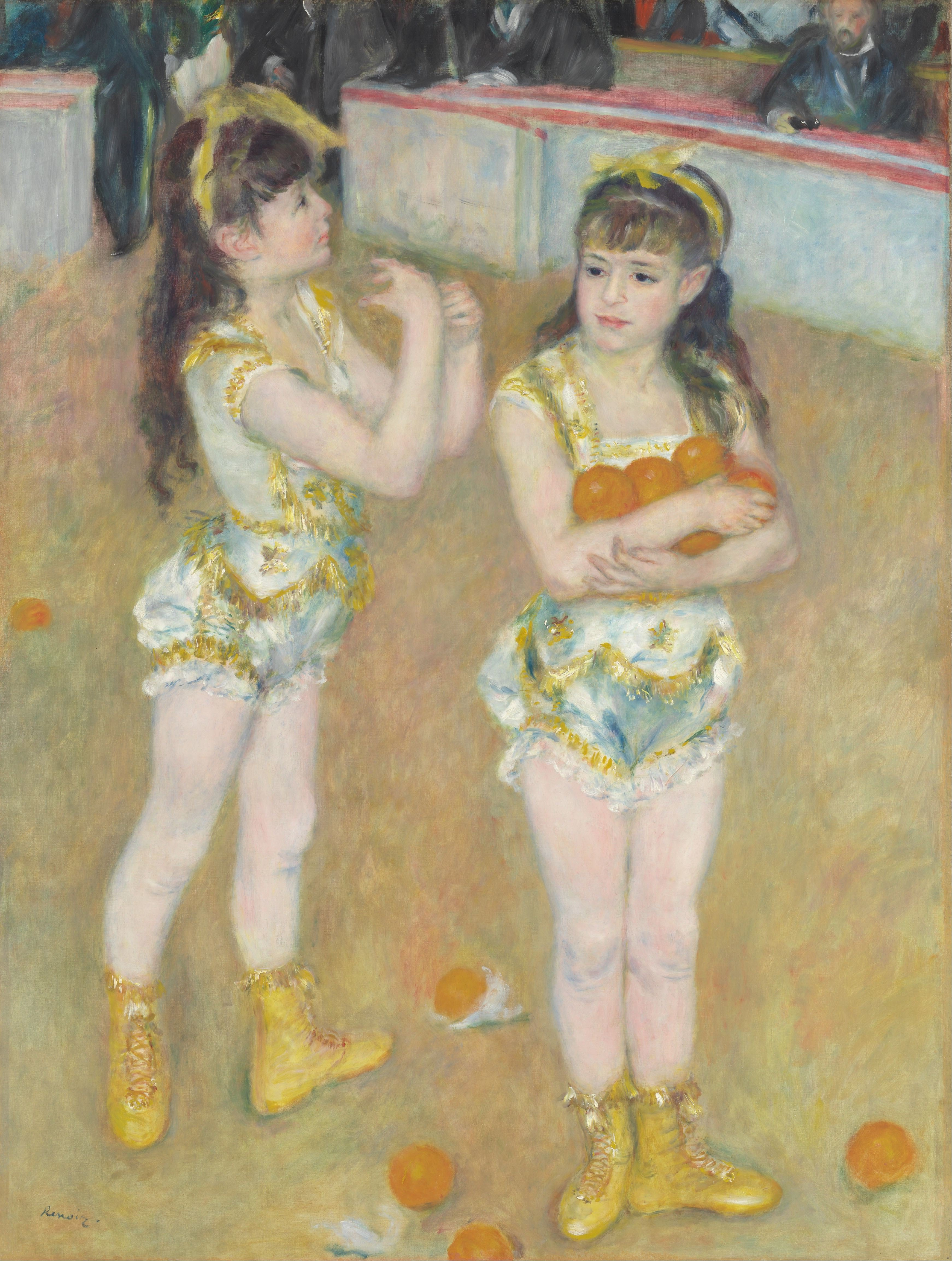
Auguste Renoirs Acrobats at the Cirque Fernando (Francisca and Angelina Wartenberg) från 1879, Art Institute of Chicago.
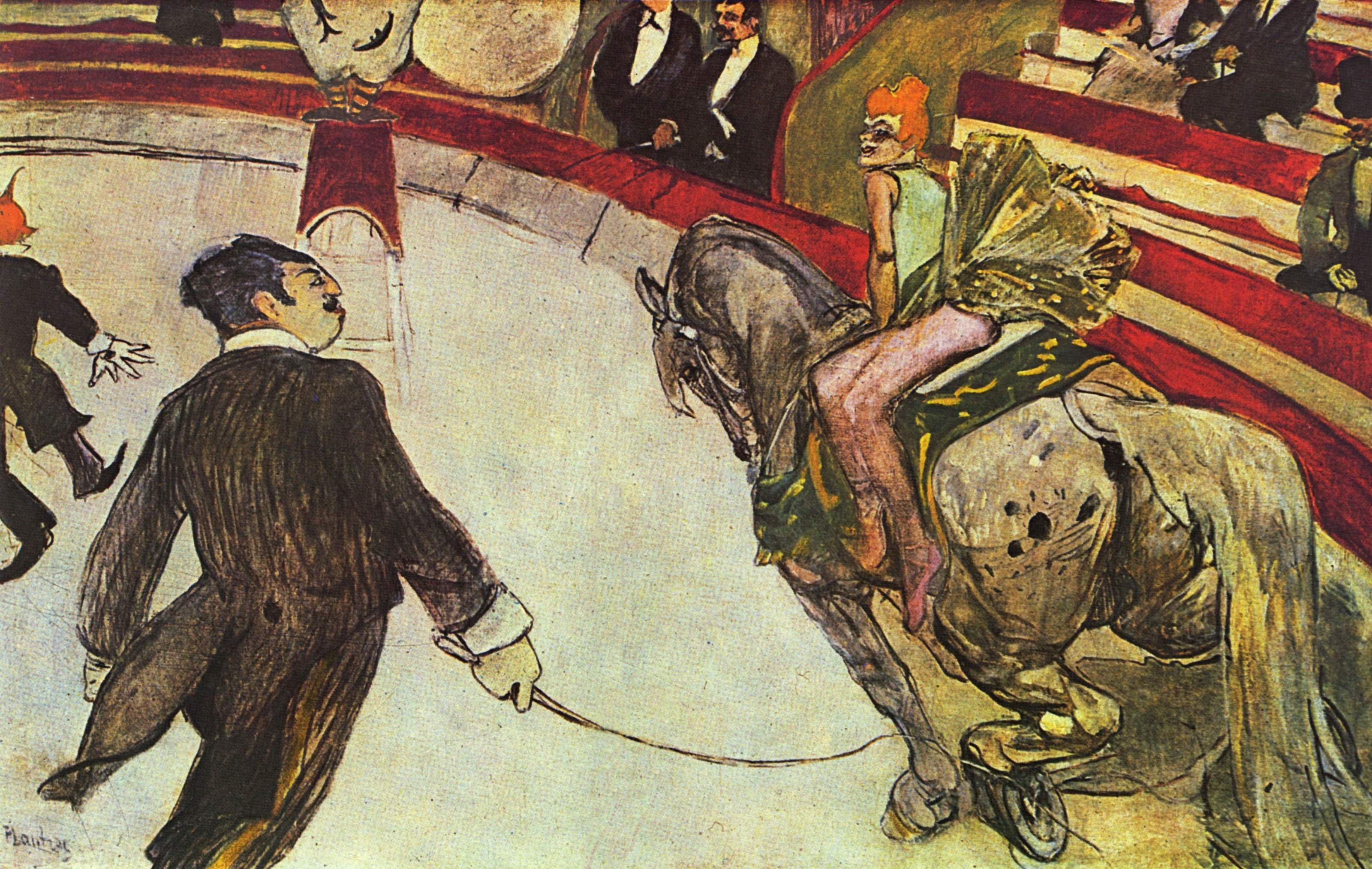
Henri de Toulouse-Lautrecs Equestrienne (At the Cirque Fernando) från 1888, Art Institute of Chicago.
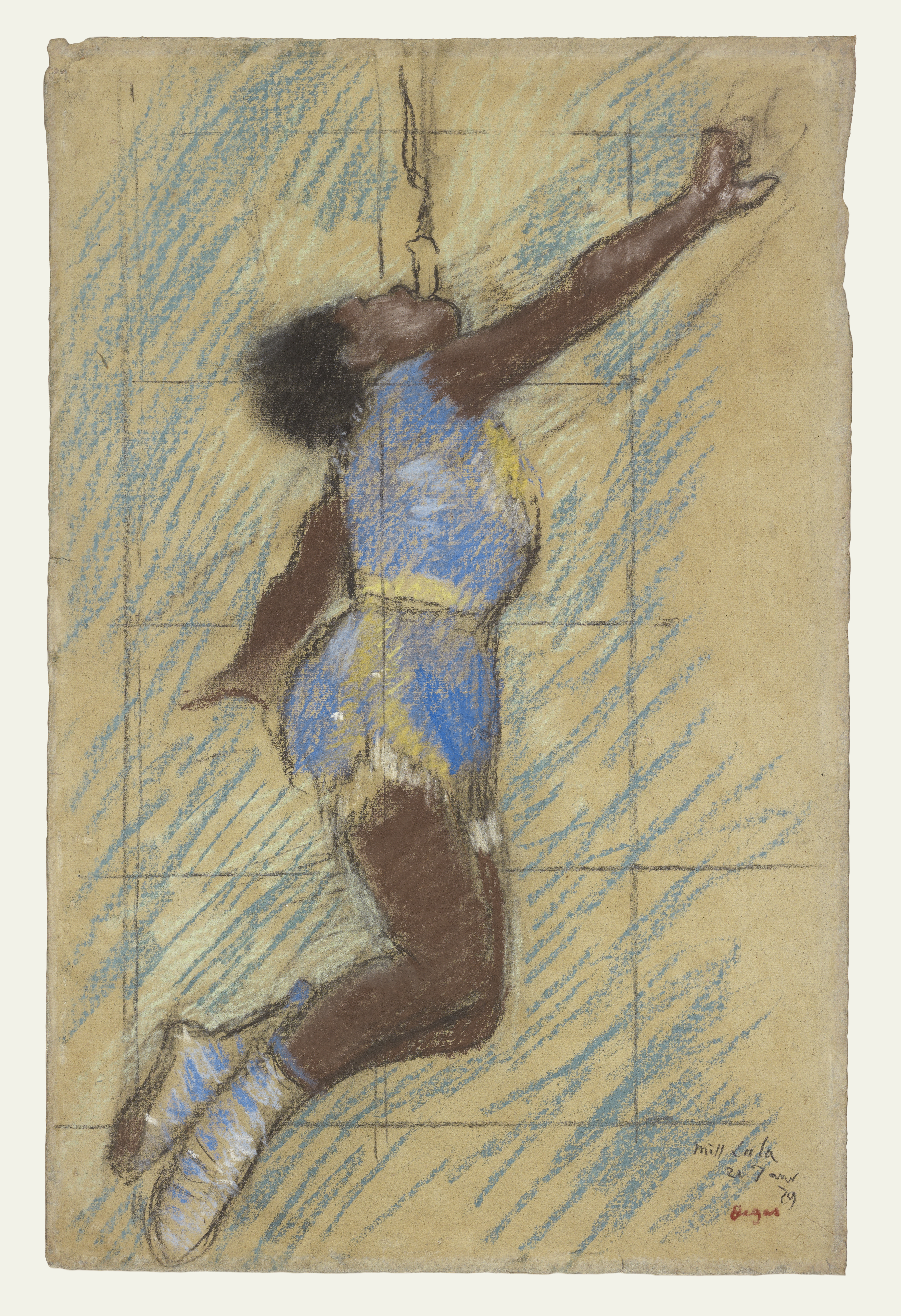
Pastellskiss av Degas från 1879 som ägs av Getty Center.
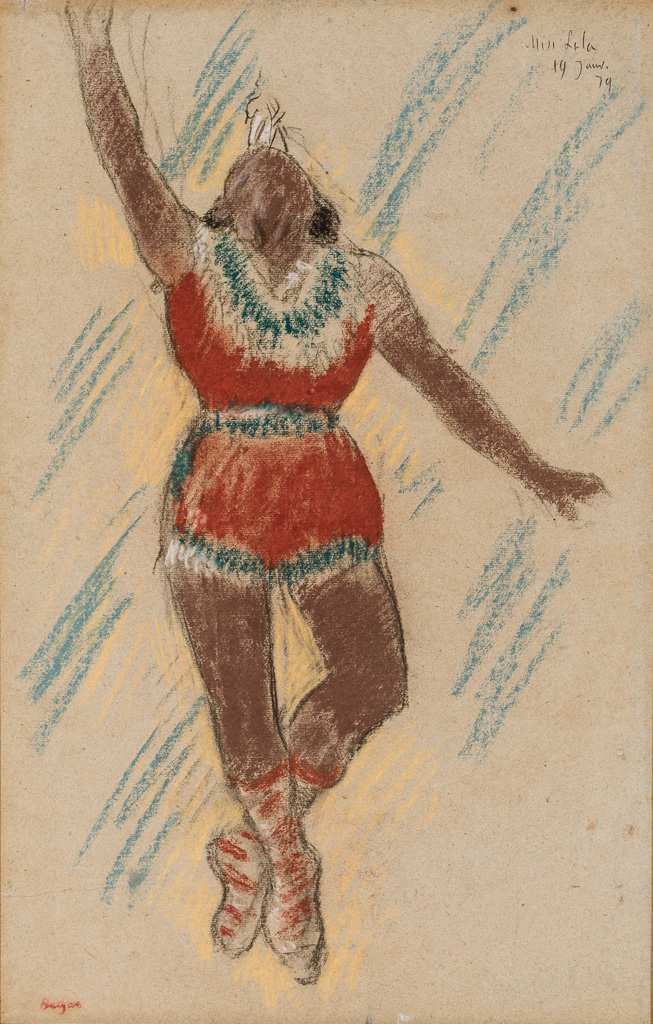
Pastellskiss av Degas från 1879 som ägs av Speed Art Museum i Kentucky.